# Barbara Buttrick
Barbara Buttrick, née le 3 décembre 1929 à Cottingham, surnommée « Battling Barbara », est une boxeuse britannique.
Considérée comme une pionnière de la boxe professionnelle féminine, elle est championne du monde de boxe féminine dans les années 1940 et 1950.

## Biographie

### Carrière professionnelle

#### Débuts en Angleterre
Barbara Buttrick naît le 3 décembre 1929 à Cottingham, East Riding of Yorkshire en Angleterre. Elle est sténodactylographe dans un bureau du West End de Londres. 
Connue sous le nom de « The Mighty Atom of the Ring » en raison de ses 1,40 mètres, Buttrick, combat à partir de 48 kg. Elle est la championne du monde invaincue des poids mouches (112) et des poids coq (118) de 1950 à 1960. 

#### Carrière aux États-Unis
Buttrick commence sa carrière de boxeuse en 1948, en parcourant l'Europe avec des carnavals en tant que poids coqs dans la cabine de boxe. Elle se rend aux États-Unis au milieu des années 1950, rejoint le circuit des carnavals, mais part car les carnavals américains sont plus rudes que ceux européens. Elle combat ensuite professionnellement au Canada, à Chicago et dans le sud de la Floride. L’un de ses combats canadiens est devenu le premier combat féminin à être diffusé à la radio,.
En 1954, Buttrick participe au premier combat de boxe entre deux femmes à la télévision nationale américaine,.  

#### Professionnalisation de la boxe féminine
En 1957, Barbara s'installe à Dallas. Elle et son adversaire Phyllis Kugler remportent les premières licences de boxe de l'État pour les femmes. Un combat pour le titre mondial a eu lieu à San Antonio au Texas. Buttrick remporte une décision unanime, faisant d'elle la première championne du monde de boxe féminine. À ce moment-là, elle avait participé à plus de 1 000 combats de présentation avec des hommes et à 18 combats professionnels avec des femmes, dont un seul qu'elle avait perdu, pesant 33 livres de moins et étant grippée.
Buttrick aurait participé à de nombreux combats d'exhibition contre des adversaires masculins. 
Buttrick aurait subi une seule défaite en carrière, contre Joann Hagen, en 31 combats professionnels avant de prendre sa retraite en 1960 avec un score de 30-1-1.
Après une absence de 15 ans, elle revient brièvement sur le ring en 1977.

### Carrière après la boxe
Au milieu des années 1990, Buttrick fonde et préside la Fédération internationale de boxe féminine (WIBF), un organisme majeur de la régulation de la boxe féminine.
La dernière résidence connue de Buttrick était Miami Beach, en Floride, aux États-Unis.

## Honneurs et récompenses
En 2014, Buttrick est intronisée au Temple de la renommée de la boxe féminine internationale à Fort Lauderdale, en Floride. 
En 2016, il a été annoncé qu'une pièce de théâtre basée sur la vie de Buttrick, Mighty Atoms d'Amanda Whittington, serait créée à Hull dans le cadre des célébrations de la ville de la culture britannique en 2017,,.
En 2019, Buttrick devient l'une des trois premières boxeuses (et la première boxeuse anglaise) élue au Temple de la renommée de la boxe internationale. C'est cette année où pour la première fois, des femmes étaient proposées sur le bulletin de vote,.  